# Calocheirus atopos
Espèce
Synonymes
- Apolpiolum peregrinum Beier, 1963

Calocheirus atopos est une espèce de pseudoscorpions de la famille des Hesperolpiidae.

## Distribution
Cette espèce se rencontre au Soudan, en Égypte, en Israël et en Arabie saoudite.

## Systématique et taxinomie
Apolpiolum peregrinum a été placée en synonymie avec Calocheirus atopos par Mahnert en 1986.

## Publication originale
- Chamberlin, 1930 : A synoptic classification of the false scorpions or chela-spinners, with a report on a cosmopolitan collection of the same. Part II. The Diplosphyronida (Arachnida-Chelonethida). Annals and Magazine of Natural History, sér. 10, vol. 5, p. 1-48 & 585-620.